# Foreign Beggars
Foreign Beggars es un grupo de hip hop y grime londinense. El grupo está formado por los MC's Orifice Vulgatron y Metropolis, el beatboxer Shlomo, el productor DagNabbit y el DJ Nonames.
Se dieron a conocer en 2003 con su álbum de debot Asylum Speakers (2003, Dented Records). A menudo colaboran con artistas invitados, incluyendo a Dr. Syntax, Skinnyman, Stig of the Dump, Foz, Skrein y Dubbledge.
Son muy conocidos en la escena de la música electrónica, debido al gran número de colaboraciones que han tenido con artistas reconocidos del Dubstep tales Excision, Bar 9 y Bare Noize, además de componer temas en conjunto con otros artistas como Skrillex o Noisia.
En su disco Asylum Agenda (2008), compuesto por una selección de temas de sus dos anteriores LP más algún tema nuevo, colaboran los españoles Toteking y Griffi, así como Aqeel.

## Discografía

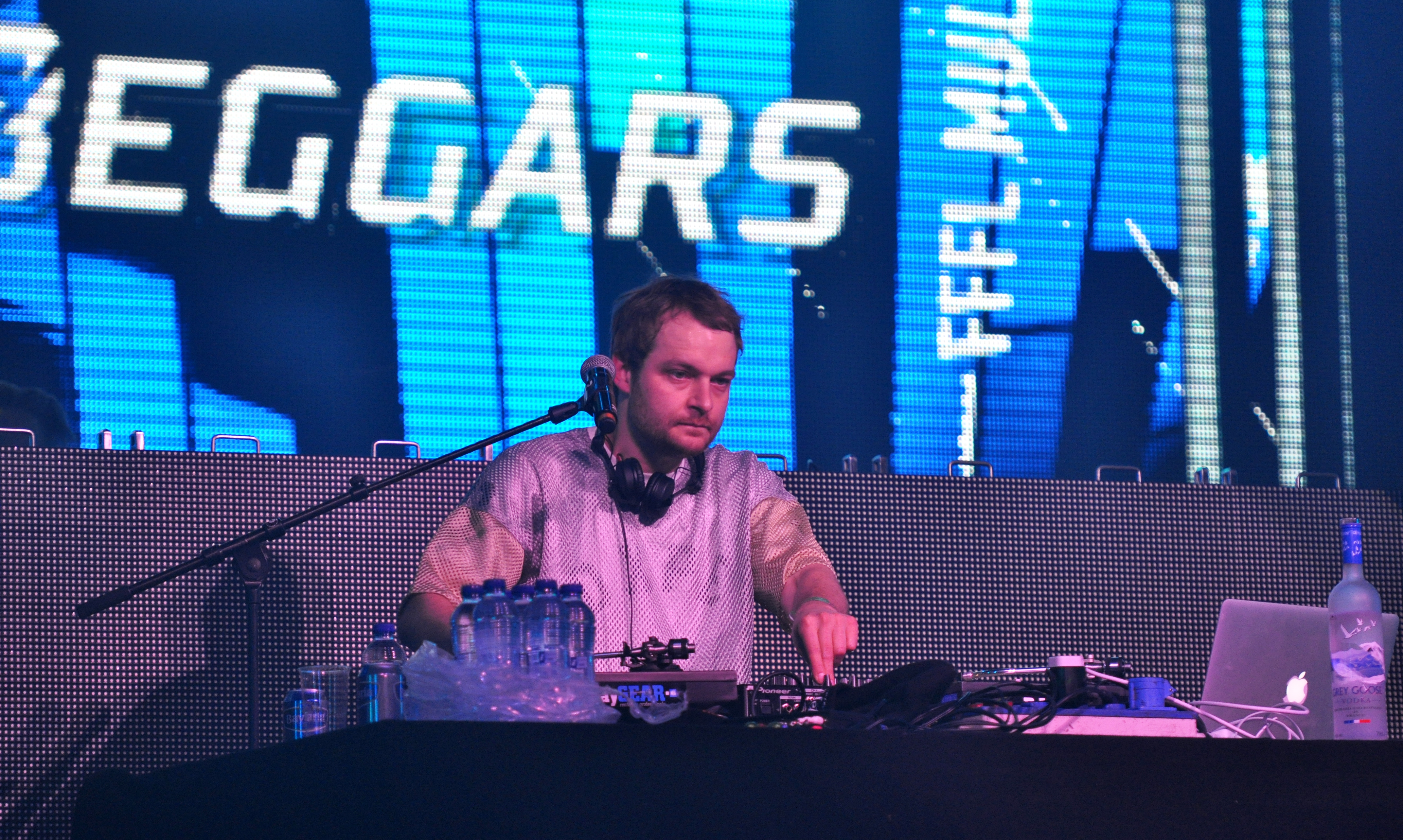
DJ Nonames, Paaspop 2014

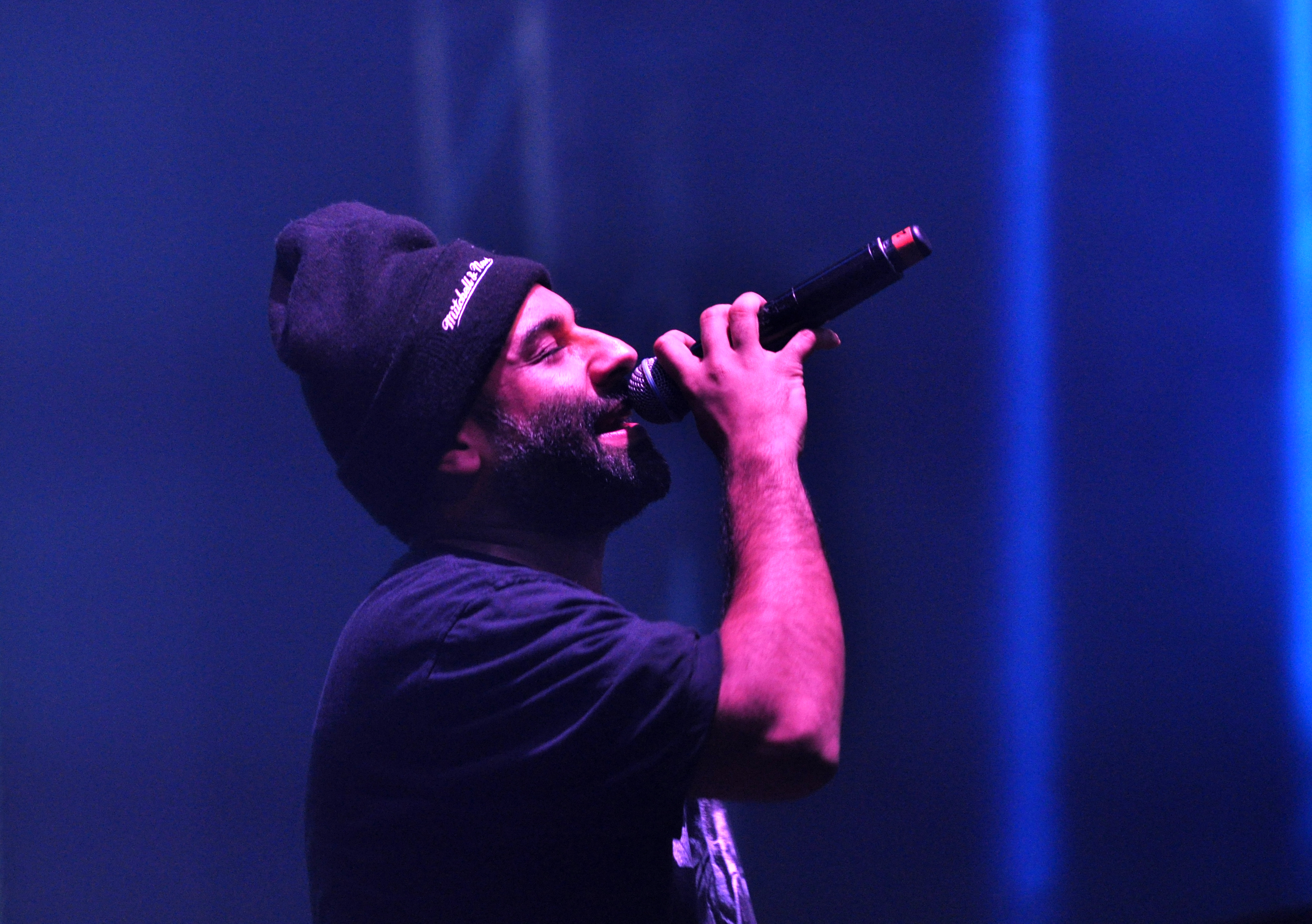
Orifice Vulgatron, Paaspop 2014

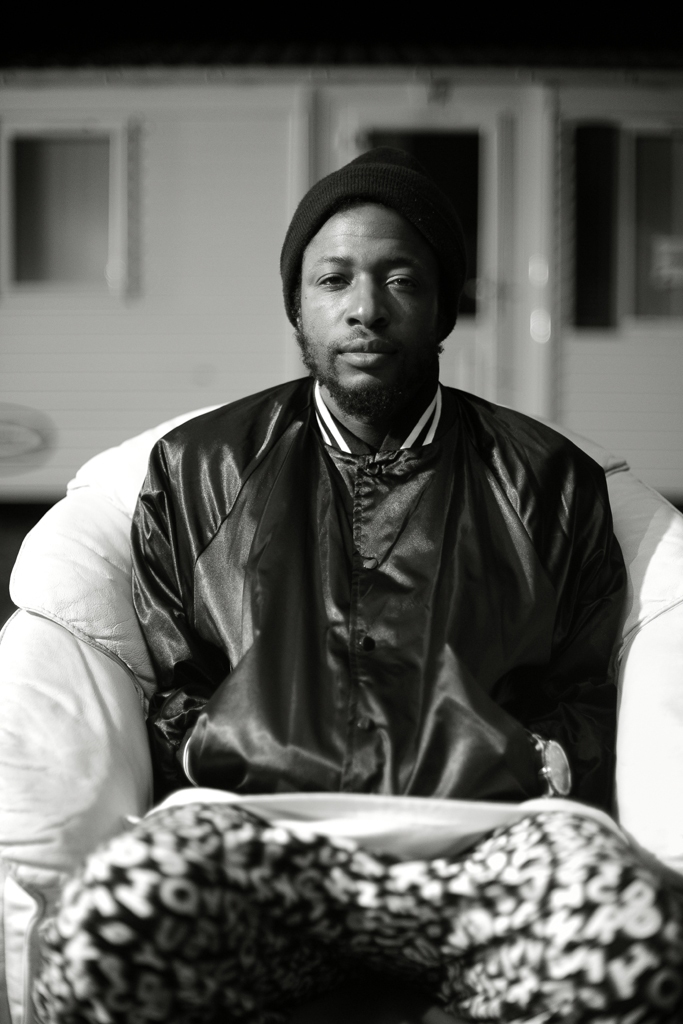
Metropolis - Foreign Beggars. 2013.

### Álbumes de estudio
- Asylum Speakers (2003, Dented Records)
- Stray Point Agenda (2006, Dented Records)
- Asylum Agenda (2008, Dented Records)
- United Colors of Beggartron (2009)
- The Uprising (2012, mau5trap Records)
- I Am Legion (con Noisia) (2013, Division/OWSLA/Par Excellence)

### Singles y EP
- "Where Did the Sun Go" (2002)
- "Seasons Beatings" (2003)
- "Hold On" (2003)
- Crypt Drawl EP (2005)
- Let Go (2005)
- Slow Broiled Ilk EP (2006)
- Black Hole Prophecies/ In It for a Minute EP (2007)
- The Harder They Fall EP (2011)
- Intiman Feat. Foreign Beggars – "Hit That" (2011)
- Jazzsteppa & Foreign Beggars – "Raising The Bar" (2011)
- Flying To Mars (2012)
- "Apex" con Knife Party (2012)
- "Anywhere" con D.Ablo (2012)
- Dirtyphonics feat. Foreign Beggars – "No Stopping Us" (2013)
- Paper Tiger feat. Foreign Beggars – "Come Correct" (2013)
- Marger feat. Foreign Beggars – "Space" (2013)

### Mezclas
- Bukkake Ski Trip (2006)